# Кіра Седжвік
Кіра Мінтерн Седжвік (англ. Kyra Minturn Sedgwick; нар. 19 серпня 1965, Нью-Йорк) — американська акторка, продюсерка та режисерка. Виконавиця ролі Бренди Лі Джонсон в телесеріалі «Шукачка» (2005—2012), яка принесла їй премії «Золотий глобус» у 2007 році та «Еммі» в 2010 році. Також прославилась роллю Меделін Вунч у телесеріалі «Бруклін 9-9».

## Життєпис
Народилася в родині вчительки та венчурного капіталіста. По батьківській лінії  має в родичах суддю Теодора Седжвіка, засновника Groton School Ендікотта Пібоді та Вільяма Еллері, який підписав Декларацію незалежності США. Кузина — Еді Седжвік, брат — актор Роберт Седжвік, зведений брат — джазовий гітарист Майк Стерн. Батьки розлучилися, коли їй було шість, і через якийсь час мати одружилася з артдиректором Беном Геллером.
4 вересня 1988 року Седжвік одружилася з актором Кевіном Бейконом. Народила двох дітей, Тревіса Седжвіка Бейкона (нар. 23 червня 1989) та Созі Рут Бейкон (нар. 15 березня 1992).

## Кар'єра
У 16 років Седжвік дебютувала на телебаченні в денний мильній опері «Інший світ». Після відходу з шоу вона з'явилася в декількох інших серіалах, а також почала грати ролі другого плану в кінофільмах. У 1989 році виконала головну жіночу роль у фільмі Олівера Стоуна «Народжений четвертого липня», після успіху якого знялася в картині «Містер і місіс Брідж» з Полом Ньюманом.
Більшу частину 90-х Седжвік, в основному, виконувала ролі другого плану в великих, а також незалежних фільмах. Вона номінувалася на премію «Золотий глобус» за роль у телефільмі «Міс Роуз Вайт» (1992), а також за комедійну роль другого плану у фільмі «Привід для розмов» (1995).У другій половині дев'яностих зіграла в кількох бродвейських постановках, а також продовжувала зніматися в незалежних фільмах, найбільш значимий з яких, «Печерна людина» (2004), приніс їй номінацію на премію «Незалежний дух» за найкращу жіночу роль.
Особливу популярність Кірі Седжвік принесла головна роль в серіалі «Шукачка», де вона зіграла жорстку слідчу Бренду Лі Джонсон. За втілення своєї персонажки Седжвік заслужила похвалу критики, а серіал став однією з найпопулярніших драм на кабельному телебаченні. У 2007 році Седжвік удостоїлася «Золотого глобуса», а в 2010 році отримала довгоочікувану «Еммі» за найкращу жіночу роль у драматичному серіалі після чотирьох послідовних номінацій.У 2009 році акторка була удостоєна власної зірки на  Голлівудської «Алеї слави» за внесок у телебачення.

## Фільмографія

### Фільми
| Рік  | Назва українською                 | Назва англійською                  | Роль               | Примітки                                                                              |
| ---- | --------------------------------- | ---------------------------------- | ------------------ | ------------------------------------------------------------------------------------- |
| 1985 | Війна та кохання                  | War and Love                       | Halina             |                                                                                       |
| 1986 | Тай-Пен                           | Tai-Pan                            | Tess Brock         |                                                                                       |
| 1988 | Канзас                            | Kansas                             | Prostitute drifter |                                                                                       |
| 1989 | Народжений четвертого липня       | Born on the Fourth of July         | Donna              |                                                                                       |
| 1990 | Містер і місіс Брідж              | Mr. and Mrs. Bridge                | Ruth Bridge        |                                                                                       |
| 1991 | Пірати                            | Pyrates                            | Sam                |                                                                                       |
| 1992 | Одинаки                           | Singles                            | Linda Powell       |                                                                                       |
| 1993 | Серце і душі                      | Heart and Souls                    | Julia              | Номінація — Премія «Сатурн» за найкращу жіночу роль другого плану                     |
| 1995 | Вбивство першого ступеня          | Murder in the First                | Blanche            |                                                                                       |
| 1995 | Привід для розмов                 | Something to Talk About            | Emma Rae King      | Номінація — Премія «Золотий глобус» за найкращу жіночу роль другого плану - Кінофільм |
| 1995 | Собаче життя                      | The Low Life                       | Bevan              |                                                                                       |
| 1996 | Феномен                           | Phenomenon                         | Lace Pennamin      | Номінація — Кінонагорода MTV за найкращий поцілунок                                   |
| 1997 | Інтенсивна терапія                | Critical Care                      | Felicia Potter     |                                                                                       |
| 1998 | Монтана                           | Montana                            | Claire Kelsky      |                                                                                       |
| 2000 | Перейми                           | Labor Pains                        | Sarah Raymond      |                                                                                       |
| 2000 | Що таке кулінарія?                | What’s Cooking?                    | Rachel Seelig      |                                                                                       |
| 2002 | Особиста швидкість: Три портрети  | Personal Velocity: Three Portraits | Delia Shunt        |                                                                                       |
| 2002 | Просто поцілунок                  | Just a Kiss                        | Галлея             |                                                                                       |
| 2003 | За червоними дверима              | Behind the Red Door                | Наталі Гаддад      |                                                                                       |
| 2003 | Старі леви                        | Secondhand Lions                   | Мей                |                                                                                       |
| 2003 | Бетмен: Таємниця Бетвумен         | Batman: Mystery of the Batwoman    | Batwoman           | Озвучування                                                                           |
| 2004 | Дроворуб                          | The Woodsman                       | Вікі               |                                                                                       |
| 2004 | Божественний утвір                | Something the Lord Made            | Мері Блалок        |                                                                                       |
| 2004 | Печерна людина                    | Cavedweller                        | Делія Берд         | Номінація — Премія «Незалежний дух» за найкращу жіночу роль                           |
| 2005 | Коханець                          | Loverboy                           | Емілі              |                                                                                       |
| 2007 | План гри                          | The Game Plan                      | Стелла Пек         |                                                                                       |
| 2008 | Ліга справедливості: Новий бар'єр | Justice League: The New Frontier   | Лоіс Лейн          | Озвучування                                                                           |
| 2009 | Геймер                            | Gamer                              | Gina Parker Smith  |                                                                                       |
| 2013 | Убий своїх коханих                | Kill Your Darlings                 | Маріан Карр        |                                                                                       |
| 2012 | На грані                          | Man on a Ledge                     | Suzie Morales      |                                                                                       |
| 2012 | Скринька прокляття                | The Possession                     | Стефані            |                                                                                       |
| 2013 | Хлор                              | Chlorine                           | Джорджія           |                                                                                       |
| 2014 | Дістань мене, якщо зможеш         | Reach Me                           | Колетт             |                                                                                       |
| 2014 | Приниження                        | The Humbling                       | Луїза Треннер      |                                                                                       |
| 2015 | Велике небо                       | Big Sky                            | Ді                 |                                                                                       |
| 2015 | Поліцейська тачка                 | Cop Car                            | диспетчер          |                                                                                       |
| 2016 | Майже сімнадцять                  | The Edge of Seventeen              | Мона Франклін      |                                                                                       |
| 2017 | Покірність                        | Submission                         | Шеррі Свенсон      |                                                                                       |
| 2018 | Після темряви                     | After Darkness                     | Джорджина Біті     |                                                                                       |
| 2019 | Злодії                            | Villains                           | Ґлорія             |                                                                                       |

### Телебачення
| Рік       | Назва українською             | Оригінальна назва       | Роль                                                        | Примітки |
| --------- | ----------------------------- | ----------------------- | ----------------------------------------------------------- | --- |
| 1982-1983 | Інший світ                    | Another World           | Юлія Ширер                                                  | Денна мильна опера, регулярна роль |
| 1985      | Спеціально після школи        | ABC Afterschool Special | Сінді Еллер                                                 | 1 епізод |
| 1985      | Поліція Маямі                 | Miami Vice              | Сара Макфайл                                                | 1 епізод |
| 1986      | Дивовижні історії             | Amazing Stories         | Дора Джонсон                                                | 1 епізод |
| 1998      | Лимонне небо                  | Lemon Sky               | Керол                                                       | Телефільм |
| 1991      | Жінки та чоловіки 2           | Women & Men 2           | Арлін Меґеффін                                              | Телефільм |
| 1992      | Міс Роуз Вайт                 | Miss Rose White         | Rose White                                                  | Телефільм Номінація — Премія «Золотий глобус» за найкращу жіночу роль - міні-серіал або телефільм Номінація — Премія Гільдії кіноакторів США за найкращу жіночу роль у телефільмі або міні-серіалі |
| 1993      | Сімейні світлини              | Family Pictures         | Ніна Еберлін                                                | Телефільм |
| 1996      | Втрачаючи Чейза               | Losing Chase            | Елізабет Коул                                               | Телефільм |
| 2000      | Поговори зі мною              | Talk to Me              | Джейн Монро                                                 | 3 епізоди |
| 2001      | Американський досвід          | American Experience     | камео                                                       | 1 епізод |
| 2002      | Эллі Макбіл                   | Ally McBeal             | Гелен Ґрін                                                  | 1 епізод |
| 2002      | Від дверей до дверей          | Door to Door            | Шеллі Соенпієт Брейді                                       | Телефільм |
| 2002      | Стенлі                        | Stanley                 | доглядачка парку                                            | 1 епізод |
| 2002      |                               | 100 Sexiest Artists     | Herself                                                     | 1 епізод |
| 2003      |                               | Queens Supreme          | ADA Quinn Coleman                                           | 6 епізодів |
| 2004      | Схоже на божественне творіння | Something the Lord Made | Mary Blalock                                                | Телефільм |
| 2005-2012 | Шукачка                       | The Closer              | Brenda Leigh Johnson                                        | 109 епізодів Премія «Еммі» за найкращу жіночу роль у драматичному телесеріалі (2010) Премія «Золотий глобус» за найкращу жіночу роль в телевізійному серіалі - драма (2007) Премія «Супутник» за найкращу жіночу роль в телевізійному серіалі - драма (2005, 2006) Премія Грейсі за найкращу жіночу роль у драматичному телесеріалі (2006) Номінація — Премія «Еммі» за найкращу жіночу роль у драматичному телесеріалі (2006—2009) Номінація — Премія «Золотий глобус» за найкращу жіночу роль в телевізійному серіалі - драма (2006, 2008—2011) Номінація — Премія Гільдії кіноакторів США за найкращу жіночу роль у драматичному серіалі]] (2006—2012) Номінація — Премія Гільдії кіноакторів США за найкращий акторський склад в драматичному серіалі (2006, 2008—2011) Номінація — Премія Асоціації телевізійних критиків за особисті досягнення в драмі (2006) Номінація — Премія «Супутник» за найкращу жіночу роль у телевізійному серіалі - драма (2007—2008) Номінація — Премія «Сатурн» за найкращу жіночу роль на телебаченні (2007—2012) |
| 2010      | Вулиця Сезам                  | Sesame Street           | Карла                                                       | дитяча телевізійна освітня програма |
| 2014-2015 | Бруклін 9-9                   | Brooklyn Nine-Nine      | Заступник начальника поліції Меделін Ванч (Madeline Wuntch) | 9 епізодів |
| 2017—2018 | Десять днів у долині          | Ten Days in the Valley  | Джейн Седлер                                                | головна роль |

### Режисерка
| Рік  | Назва (укр.)       | Назва (англ.)   | Примітки                 |
| ---- | ------------------ | --------------- | ------------------------ |
| 2017 | Історія дівчини    | Story of a Girl | телефільм                |
| 2019 | Бог зафрендив мене | God Friended Me | Епізод «Дорога в Дамаск» |
| 2019 | Назустріч пітьмі   | In the Dark     | Епізод «Джессіка Раббіт» |
| 2022 | Космічне дивацтво  | Space Oddity    | кінофільм                |